# Løsladt - Henrik tur/retur og Marias elskere
|  | Denne artikel er oprettet af botten PalnaBot ud fra en ekstern database. Den kan derfor have sproglige fejl eller mangler. Denne skabelon kan fjernes efter kontrol af indholdet. |

Løsladt - Henrik tur/retur og Marias elskere er en film instrueret af Thomas Heurlin.